# Denis Healey
Pour les articles homonymes, voir Healey.
Denis Winston Healey, né à Mottingham (sud-est de Londres) le 30 août 1917 et mort à Alfriston (Sussex de l'Est) le 3 octobre 2015, est un homme politique britannique, membre du Parti travailliste.
Après des études brillantes et une carrière militaire remarquable, il s'engage en politique après la Seconde Guerre mondiale et accède à de nombreuses responsabilités, notamment dans le domaine de la Défense comme Secrétaire d'État à la Défense de 1964 à 1970, mais surtout dans celui de l'économie. En tant que Chancelier de l'Échiquier entre 1974 et 1979, il doit faire face aux graves crises économiques de cette période. Il prend alors des décisions radicales, parfois critiquées dans son propre camp malgré leur efficacité. Bien que très présent sur la scène politique nationale pendant toute sa carrière, il n'accède jamais à la fonction la plus élevée, manquant plusieurs fois de peu une possible nomination comme Premier ministre. Remarquable par sa grande culture, son franc-parler et son insolence, Denis Healey marque l'histoire du Parti travailliste au XXe siècle par son courage politique comme par ses saillies insolentes et ses discours tonitruants.

## Biographie
Denis Healey est le fils d'un directeur d'école d'origine irlandaise. Celui-ci donne à son fils le deuxième prénom de « Winston », hommage à Winston Churchill qui occupe alors le poste de Premier Lord de l'Amirauté. Pendant l'enfance de Denis, sa famille quitte la région londonienne pour aller s'installer dans le Yorkshire.
Après des études secondaires à la grammar school de Bradford, il accède à l'Université d'Oxford, où il étudie les lettres classiques et la philosophie au collège de Balliol et s'intéresse de près au marxisme. Il voyage en France, en Italie et en Allemagne. Son parcours universitaire est brillant.
Il rencontre à Oxford sa future femme, Edna Edmunds, qu'il épouse en 1945 et avec qui il passe toute sa vie jusqu'à sa mort en 2010. Ils ont ensemble trois enfants : Jenny, Tim et Cressida.
Healey s'engage dans l'armée en 1940 dont il sort après-guerre avec le grade de major. Il s'illustre dans la carrière militaire pendant la Seconde Guerre mondiale, en particulier à la bataille d'Anzio. Au sortir de la guerre, il refuse un poste de commandement militaire ainsi qu'une chaire à Oxford pour s'engager dans la politique.
Il est l'un des membres fondateurs du Groupe Bilderberg.
À la fin de sa vie, Healey s'installe dans le pittoresque village d'Alfriston, près de Glyndebourne dans le Sussex. 
Connu pour son franc-parler et pour sa vaste culture personnelle, notamment dans le domaine de la musique, de la littérature, du jardinage ou encore de la photographie, Healey est un intellectuel respecté mais souvent isolé dans son propre camp ; très reconnaissable à ses sourcils broussailleux, c'est une cible appréciée des caricaturistes,,.

## Carrière politique

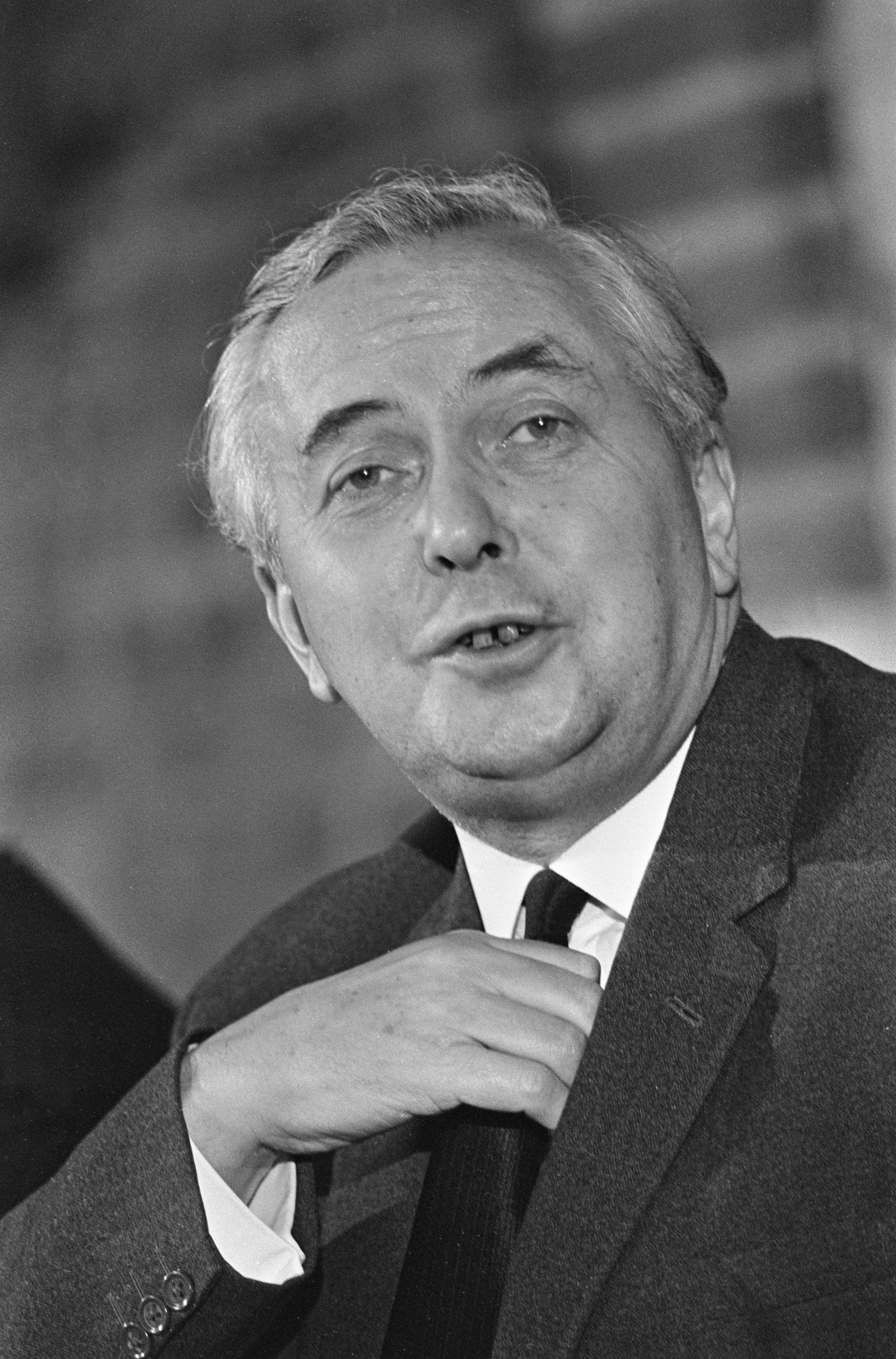
Harold Wilson, Premier ministre britannique dont Denis Healey intègre le gouvernement en 1964, puis à nouveau en 1974.

### Carrière parlementaire
Denis Healey échoue à accéder à un premier poste de député de la circonscription de Pudsey en 1945, mais devient secrétaire à l'international du Parti travailliste, poste très stratégique. Il est le secrétaire général du Socialist information and liaison office (SILO) de 1946 à 1947[réf. souhaitée]. Sous l'influence d'Ernest Bevin, il prend ses distances vis-à-vis de ses attirances communistes de jeunesse, s'éloigne de toute sympathie communiste et affirme des convictions de plus en plus pro-américaines et pro-OTAN qui le positionnent plutôt à l'aile droite de son Parti.
Dès 1952 il est élu député travailliste de Leeds ; il le reste pendant quarante ans, jusqu'à ce qu'il accède à la Chambre des Lords en 1992. En 1956, il marque son opposition aux manœuvres franco-britanniques pendant la crise de Suez. Pendant l'ensemble de sa carrière politique, il se montre peu empressé à rapprocher son pays de l'Union européenne.

### Premières fonctions gouvernementales
Healey est nommé Secrétaire d'État à la Défense de 1964 à 1970, sous le premier gouvernement Wilson, bien que ses relations avec le Premier ministre soient peu cordiales — aussi peu cordiales que celles qu'il entretient avec d'autres membres du cabinet comme Richard Crossman ou George Brown. Il réorganise les services de son ministère, ainsi que l'organisation de l'armée de réserve. Le manque de confiance que Wilson éprouve envers lui constitue vraisemblablement l'une des raisons pour lesquelles Healey n'accède finalement jamais au poste de Premier ministre auquel il aurait pu prétendre.

### Chancelier de l'Échiquier
Il exerce la fonction de chancelier de l'Échiquier de 1974 à 1979, dans le contexte économique le plus difficile depuis les années 1930 ; il joue un rôle important dans la défense de la livre britannique lors de la crise de 1976. Son action lui coûte néanmoins une certaine impopularité : après avoir assuré avant de prendre ses fonctions qu'il ferait payer davantage d'impôts aux plus riches, il en est empêché une fois aux affaires par un contexte économique complexe fait d'inflation (dont le taux atteint 29,6 % en 1976), de crise pétrolière, de chômage et de dépenses publiques élevées. Il parvient toutefois à juguler l'inflation au bout de trois ans. Il réduit considérablement les dépenses militaires engagées par ses prédécesseurs. En 1976, pour défendre la monnaie nationale, il répond aux rudes exigences du Fonds monétaire international pour obtenir le prêt nécessaire mais il doit alors faire face à une opposition vigoureuse dans son propre camp, comme du côté des syndicats. La situation économique de l'époque et les décisions vigoureuses qui sont entreprises par Healey constituent un choc national, comparable aux crises rencontrées plus tard par John Major (crise de la livre de 1992) ou Gordon Brown (crise bancaire de 2008).

### Retour à l'opposition
À la prise de pouvoir de Margaret Thatcher, Healey reprend son poste de député dans l'opposition en 1980 ; il prend la tête de l'opposition parlementaire en 1981 après avoir manqué de peu la prise de pouvoir au sein du Parti travailliste dont la direction échoit alors à Michael Foot. Il accompagne Neil Kinnock comme Secrétaire d'État des Affaires étrangères du cabinet fantôme jusqu'en 1987 (poste qu'il avait déjà occupé en 1959-1961 et 1970-1972) avant de rejoindre la Chambre des Lords en 1992. Il y prononce encore quelques discours explosifs, notamment en opposition à diverses interventions militaires (en ex-Yougoslavie, en Afghanistan et surtout en Irak).

## Distinction
Healey est fait membre de l'Ordre des compagnons d'honneur (CH) en 1979[réf. souhaitée].

## Citation
- « Article numéro un de la loi politique de Healey : quand vous êtes dans un trou, vous devez arrêter de creuser[8]. »

## Œuvre écrite
- The Time of my Life, autobiographie, 1989[4].